# Thonhausen
Thonhausen è un comune della Germania di 521 abitanti situato nel circondario dell'Altenburger Land in Turingia.